# Сержант Мадден
Сержант Мадден (англ. Sergeant Madden) — американська кримінальна драма режисера Джозефа фон Штернберга 1939 року.

## У ролях
- Воллес Бірі — сержант Шон Мадден
- Том Браун — Альберт «Аль» Бойлан, молодший
- Алан Кертіс — Денніс Мадден
- Ларейн Дей — Ейлін Далі
- Фей Голден — Мері Мадден
- Марк Лоуренс — «Піггі» Кедерс
- Меріон Мартін — Шарлотта Лепаж
- Девід Горсі — Коротун Лепаж
- Дональд Гайнс — Мілтон
- Бен Велден — бандит Стеммі